# Sanna (namn)

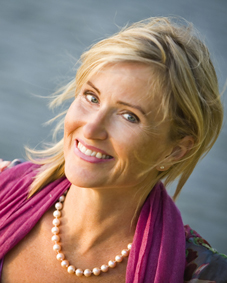
Sanna Ehdin, 2007.

Sanna är ett kvinnonamn, en kortform av Susanna som är en grekisk form av ett hebreiskt namn med betydelsen "lilja". Namnet har använts som dopnamn sedan 1640-talet.[källa behövs]
Tidigare (1986–2001) hade Sanna namnsdag 11 augusti. I den finlandssvenska namnsdagslängden har Sanna namnsdag 11 augusti sedan 1995.
Det finns omkring 10 640 (enl. SCB 2013) personer i Sverige vid namn Sanna, varav cirka 8 680 (enl. SCB 2013) bär namnet som sitt tilltalsnamn/förstanamn. Dessutom finns de som bär namnet Susanna men kallas Sanna.

## Kända personer som heter Sanna
- Sanna Askelöf, OS-judoka
- Sanna Bråding, skådespelare
- Sanna Carlstedt, musiker
- Sanna Ehdin, författare och hälsodebattör
- Sanna Ekman, skådespelare
- Susanna "Sanna" Kallur , friidrottare
- Sanna Lundell, journalist
- Sanna Marin, finländsk statsminister
- Sanna Nielsen, sångare
- Sanna Persson, komiker och skådespelare
- Sanna Sundqvist, skådespelare
- Sanna Valkonen, finländsk fotbollsspelare